# Лудвиг VI фон Хамерщайн
Лудвиг VI фон Хамерщайн (на немски: Ludwig VI Burggraf zu Hammerstein, Ritter; * пр. 1335; † сл. 1374) е рицар, бургграф на имперския замък Хамерщайн на река Рейн до Хамерщайн в Рейнланд-Пфалц.
Той е най-големият от четиримата синове на бургграф Лудвиг V фон Хамерщайн († ок. 1335) и съпругата му Изалда фон Изенбург-Браунсберг († сл. 1335), дъщеря на граф Йохан I фон Изенбург-Браунсберг († 1327) и Агнес фон Изенбург-Гренцау († 1314), дъщеря на Салетин II фон Изенбург и Кемпених († сл. 1297) и Агнес фон Рункел († сл. 1297).
Бургграфовете на Хамерщайн живеят и управляват там до ок. 1417 г. Хамерщайн остава имперски замък, докато император Карл IV през 1374 г. преписва замъка като собственост на Курфюрство Трир.

## Фамилия
Лудвиг VI фон Хамерщайн се жени за Ирмгард фон Саарбрюк (* пр. 1336; † сл. 4 април 1379), правнучка на Боемунд I фон Саарбрюкен († 1308), внучка на Боемунд III фон Саарбрюк († 1304), дъщеря на рицар Готфрид (Жофрид) II фон Саарбрюк († 1346/1350) и София фон Милберг? († сл. 1345). Те имат четири деца:
- Лудвиг VII фон Хамерщайн (* пр. 1372; † 1417), женен за Ирмгард фон Зинциг (* пр. 1379; † ок. 1406); нямат деца
- Фрихе фон Хамерщайн (* пр. 1398; † сл. 1402), омъжена за Херман фон Вилденбург
- Ирмгард фон Хамерщайн (* пр. 1413; † сл. 1428)
- Изалда фон Хамерщайн († сл. 1393)

## Галерия
- Останки от кула на замък Хамерщайн
- Замъкът Хамерщайн